# 朗德贝龙
朗德贝龙（法語：Landebaëron，法語發音：[lɑ̃dbɛʁɔ̃]）是法国阿摩尔滨海省的一个市镇，位于该省西北部，属于甘冈区。

## 地理
朗德贝龙（48°38'4"N, 3°12'33"W）面积6.44 平方千米，位于法国布列塔尼大區阿摩尔滨海省，该省份为法国西北部沿海省份，位于布列塔尼半岛北部，北濒大西洋英吉利海峡，西接菲尼斯泰尔省，南至莫尔比昂省，东临伊勒-维莱讷省。
与朗德贝龙接壤的市镇（或旧市镇、城区）包括：布雷利迪、凯尔莫罗克、普卢埃克迪特里约、圣洛朗、斯基菲耶克。

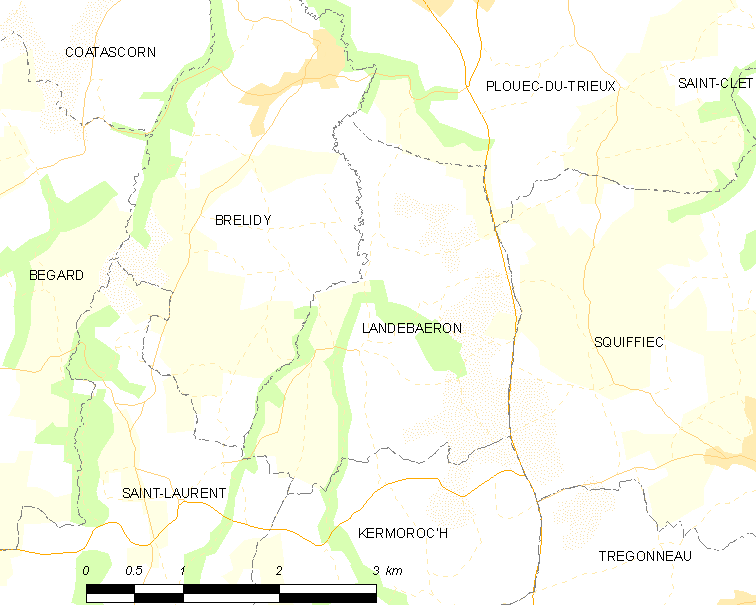
朗德贝龙的OSM定位图

朗德贝龙的时区为UTC+01:00、UTC+02:00（夏令时）。

## 行政
朗德贝龙的邮政编码为22140，INSEE市镇编码为22095。

## 政治
朗德贝龙所属的省级选区为贝加尔县。

## 人口

1962-2008年间朗德贝龙人口变化图示

朗德贝龙于2022年1月1日时的人口数量为169人。